# Galjas

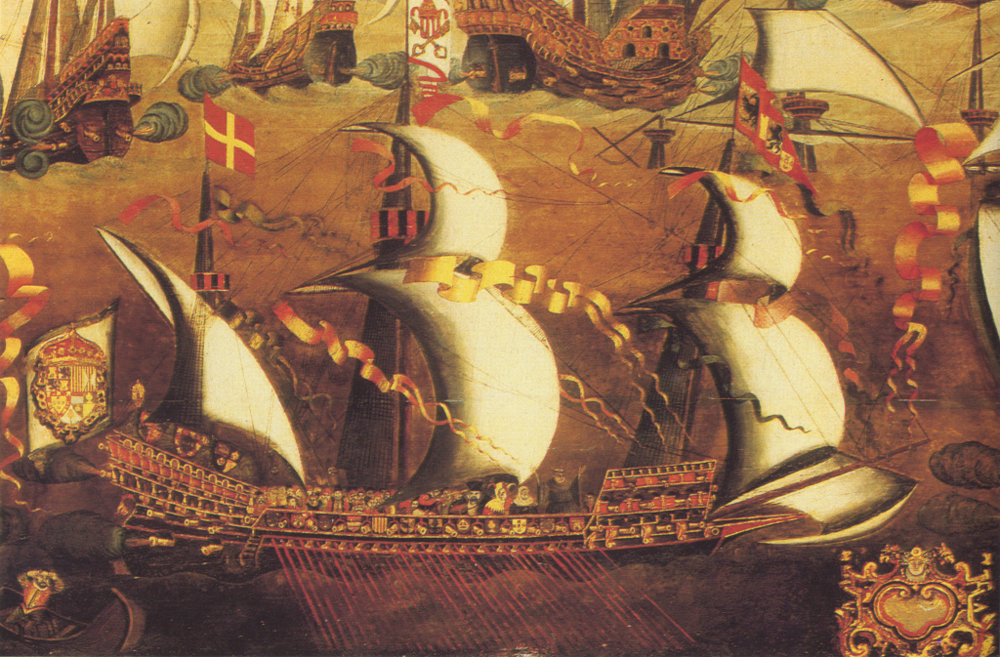
Een galjas van de Spaanse Armada

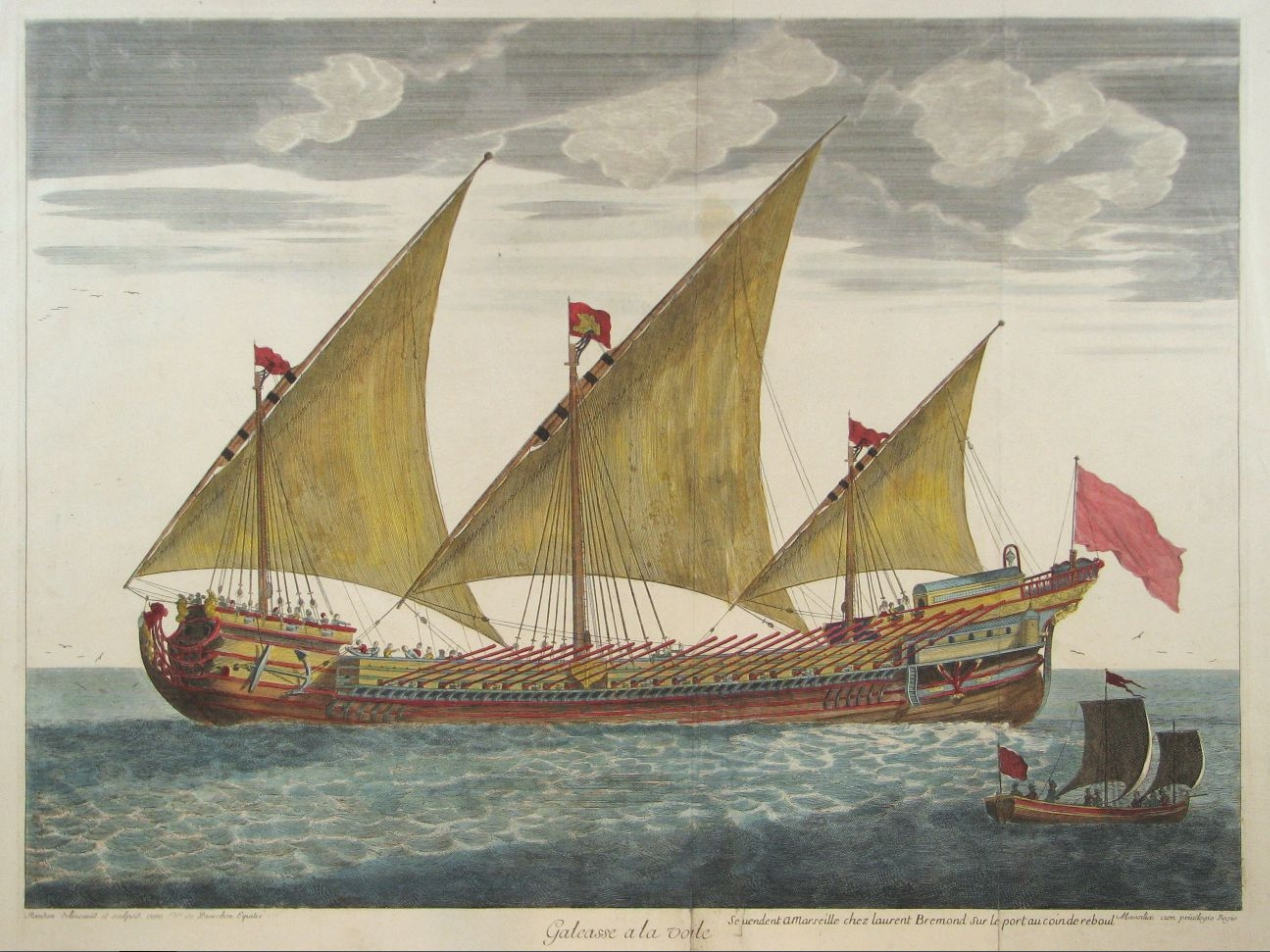
Gravure van een galjas van Plan de Plusieurs Batiments de Mer avec leurs Proportions (c. 1690) door Henri Sbonski de Passebon. Gravure door Claude Randon.

De galjas evolueerde uit grote koopvaardijgaleien en vormde er de militaire variant van. Ze waren hoger, groter en trager dan normale ("lichte") galeien. Ze bezaten tot 32 riemen, elk bemand door tot wel 5 personen en beschikten gewoonlijk over drie masten en een voor- en achterkasteel. In Venetië werd hard gewerkt om deze galjassen zo snel mogelijk te maken, zodat ze konden wedijveren met gewone galeien. Het kanondek bevond zich gewoonlijk boven de roeiers, maar er zijn ook afbeeldingen waar het eronder staat getekend.
Galjassen voerden over het algemeen meer zeil dan echte galeien en waren veel dodelijker. Een galei die langsscheeps werd benaderd was zo goed als weerloos, terwijl een galjas van opzij benaderen je, net als bij een normaal zeilschip, blootstelde aan haar kanonnen(zij het dat dit lichte stukken waren in verband met hun hoge plaatsing). De zwaarste stukken bevonden zich nog steeds op de rambade. Er zijn zowel schepen met als zonder sneb gebouwd. Er werden relatief weinig galjassen gebouwd — een van hun nadelen was dat ze meer afhankelijk waren van hun zeilen, waardoor hun positie aan het front van de galeilinie aan het begin van de zeeslag niet kon worden gegarandeerd — maar ze werden ingezet bij de Slag bij Lepanto in 1571, waar hun vuurkracht meehielp aan de overwinning voor de christelijke vloot, en een aantal voldoende zeewaardige galjassen namen deel aan de Spaanse Armada in 1588 (bv La Girona). In de 15de eeuw werd een licht type galjas, genaamd fregat ontwikkeld in Zuid-Europa als antwoord op de toenemende dreiging  van vanuit Noord-Afrika opererende Barbarijse Zeerovers met hun snelle galeien en feloeken.
In de Middellandse Zee, met minder gevaarlijk weer en minder betrouwbare winden, waren zowel galjassen als galeien nog lange tijd in gebruik, vooral in Venetië en het Ottomaanse Rijk, lang nadat ze elders in onbruik waren geraakt. Later zouden "rondschepen" en galjassen vervangen worden door galjoenen en linieschepen, ontwikkeld in Atlantisch Europa. Het eerste Venetiaanse linieschip werd gebouwd in 1660. 
In de Noordzee en de westelijke Oostzee, wordt met de term "galjas" een klein handelsvaartuig bedoeld dat verwant is aan de haringbuis.